# リクナビ
リクナビは、リクルートグループ（リクルートキャリア、リクルートジョブズ等）が提供する就職ポータルサイトである。大学新卒者向け、転職者向け、派遣希望者向けなど多様なサイトがある。

## 概要
マイナビとともに、就職活動をする大学生の多くはこのサイトに登録していると言われる。全国各地で合同企業説明会などのイベントも開催している。また、リクナビでしかエントリーを受け付けない企業（特に銀行・商社などの大手企業）もあり、その事が高い登録率を有する要因になっている。
Microsoft Windows 95が発売され日本でのパソコン普及率が急激に上昇した1995年の翌年、1996年2月に「RECRUIT BOOK on the Net」としてサービス開始。1997年に「リクルートナビ」（略称：リクナビ）に名称変更した。
スタート時は、リクルートブックの延長であると評価されていた。徐々に力をつけ、特に2000年代以降は、新卒採用に多大な影響力を持つに至った。新卒採用ではトップクラスのサイトであり、2011年からは厚生労働省の就職支援対象サイトとなっている。
2004年にヤフーと提携したことに伴い一時ブランド名を「Yahoo!リクナビ」に切り替えた。2009年10月より新卒採用については「Yahoo!」の冠を外し「リクナビ」にブランド名を戻した。その他のサイト（リクナビNEXT等）は引き続きYahoo!リクナビにて提供していた。
2012年12月18日で「Yahoo!リクナビ」全サービスは終了した。それに伴い、ヤフーとの合弁で展開していたショットワークス・シフトワークスを除く全サイトが、「リクナビ」ブランドに戻ることになった。

## サイト
リクナビ
新卒の学生向けの就職サイト。
リクナビNEXT
社会人の転職者・中途採用者向けの就職サイト。
リクナビ派遣
人材派遣の仕事探しサイト。
リクナビ薬剤師
薬剤師向けの転職サイト。

## テレビコマーシャル
- 2007年2月より大阪ローカルで、高樹千佳子らを起用し大阪弁を使ったニュース番組風のCMが放送された。
- 2013年11月、地獄のミサワの描くキャラクターを使用したCMを放送開始。

## 不祥事
2019年8月、リクナビの運営主体であるリクルートキャリアが、リクナビに登録した学生の閲覧履歴を基に内定辞退の確率をAI（人工知能）が予測し各企業に販売していた。この件について政府の個人情報保護委員会が同月26日、学生の同意を得ないまま第三者に個人情報を提供した個人情報保護法違反があったとして是正勧告を出した。この勧告を受けて同社社長らが記者会見を開き「学生の心情への配慮不足と経営のガバナンス不全が問題の根本」とし、自らの責任を認めて謝罪した。
また厚生労働省が9月6日、同社に対して内定辞退率のデータを企業に販売する事業は、本人の同意の有無にかかわらず個人情報保護を義務付ける職業安定法に違反すると判断し、同法に基づき是正を求める行政指導を実施した。この指導を受けて同社は「今回の指導を厳粛に受け止め、今後このような事態が再発することのないよう改善対応に取り組む」とのコメントを出した。
12月4日、個人情報保護委員会はサービスを利用していた企業への指導を行ったほか、8月26日付の勧告等の原因となった事項以外にも個人情報保護法に抵触する事実が確認されたとしてリクルートキャリアに対し改めて勧告を行った。